# NGC 7824
NGC 7824 (również PGC 354 lub UGC 34) – galaktyka spiralna (Sab), znajdująca się w gwiazdozbiorze Ryb. Odkrył ją John Herschel 25 września 1830 roku.